# 高田繁頼
高田 繁頼（たかだ しげより）は、戦国時代の武将。高田城（現・群馬県富岡市妙義町下高田）城主。

## 生涯
高田氏は上野国甘楽郡における国衆。甘楽郡菅野荘一帯の高田川流域を領域支配していた他、西牧川流域の西牧（現・下仁田町西野牧）も支配していた可能性も示唆されている。
系譜に関して、黒田基樹や丸島和洋は繁頼を山内上杉氏の家臣・高田憲頼の次男としている一方、久保田順一は『寛政重修諸家譜』における「憲頼」を繁頼と同一人物とし、繁頼の父は系図上の「遠春」であるとしている。天文16年（1547年）8月の信濃小田井原の戦いで父・憲頼（もしくは遠春）と兄・右衛門佐が戦死し、家督を継ぐ。
天文21年（1552年）に主君・上杉憲政が後北条氏に関東を追われると、繁頼は後北条氏に従ったとみられる。永禄3年（1560年）に上杉憲政を擁した長尾景虎（上杉謙信）の関東侵攻が起きると、謙信に従い、箕輪長野氏の指揮下に入る。『関東幕注文』によると、この時点では「小次郎」を称している。翌4年（1561年）11月に武田信玄の西上野侵攻を受けると降参し、武田氏の従属下に入る。武田氏配下においては、同じ甘楽郡の国衆で国峯城主・小幡信実の同心とされたと考えられている。同10年（1567年）8月7日付で提出された『下之郷起請文』では「高田大和守繁頼」の名乗りが確認され、取次の原昌胤に単独で提出している。同12年（1569年）6月に武田氏から離反した小幡信尚を追討し、その功を信玄から評されている。同年10月の武田軍による小田原城攻めでは先鋒を務めた。
元亀3年（1572年）12月の遠江三方ヶ原の戦いに参陣し、負傷した。その傷が元で翌年に死去。享年48。家督は嫡男の信頼が継いだ。